# Antonio Prieto (escritor)
Antonio Prieto Martín (Águilas, 23 de septiembre de 1929-Madrid, 23 de noviembre de 2021) fue un escritor y filólogo español. Ha destacado por su obra novelística y de ensayo. Como narrador, se encuadraba en la Generación del medio siglo, formando parte de la corriente que fue llamada realismo metafísico, realismo trascendente o novela existencial. Ha sido también considerado un autor simbolista o metafórico: "ha mostrado decidida preferencia por los relatos simbólicos". Como ensayista y en su vida académica destacaba por sus estudios sobre la literatura del Renacimiento italiano y del siglo XVI.

## Biografía
Nació en la localidad murciana de Águilas, España, en 1929. Su padre, Luis Prieto, diputado socialista, muere en accidente de tráfico poco antes de que estallara la guerra civil española, hecho que obligó a su madre a trasladar la familia a Almería (donde algunos autores sitúan su nacimiento erróneamente).
Como estudiante universitario, se trasladó a Madrid, donde inició estudios de Medicina, licenciándose posteriormente en Filosofía y Letras por la Universidad de Madrid. Tras ser profesor de las universidades de Pisa y Málaga, volvió a Madrid, donde, tras varias plazas de profesor adjunto, accede a la cátedra de Literatura Española de la Universidad Complutense de Madrid, en la especialidad de poesía y prosa del siglo XVI, puesto en el que se mantiene hasta su jubilación.
A lo largo de su vida académica y literaria escribió distintos ensayos y novelas, siendo además responsable de distintos proyectos editoriales.
Con su primera novela, Tres pisadas de hombre (1955), recibió el Premio Planeta, abandonando en este momento su carrera de Medicina para dedicarse definitivamente a las letras. Participó activamente en los jurados que concedían ese premio, trabajando en el entramado de la Editorial Planeta.
En su labor académica destacó como uno de los principales especialistas en el Renacimiento italiano así como por sus estudios sobre la literatura del siglo XVI. Publicó además una antología de poesía novísima, Espejo del amor y la muerte (Antología de la Poesía última), 1971. 
Ya jubilado como profesor, fue vocal del Patronato de la Fundación José Manuel Lara y miembro de su Consejo Cultural. Siguió escribiendo e impartiendo conferencias.

## Rasgos generales de su narrativa
En Ensayo semiológico de sistemas literarios (1972), Prieto definió un concepto clave en su obra, el de "fusión mítica":
«Se advierte entonces que no se trata de acomodar un argumento mítico, o una historia levantada en leyenda, sino de caminar y ser camino en una fusión donde dos palabras distantes se unen en un nuevo tiempo, libre de ataduras concretas que mediaticen con una cronología».
La fusión mítica es, pues, la unión del escritor, en una obra literaria, con un mito (o persona real convertida en mito o el propio pasado del autor mitificado) con el objetivo de intentar vencer al tiempo mediante la asunción de los valores del mito y la creación de un tiempo nuevo (atemporal y universal) creado gracias a la palabra escrita.
Las novelas de Antonio Prieto consisten con frecuencia en una meditación en torno al amor, el tiempo y la memoria, a cargo de un protagonista narrador más bien pasivo y fatalista. El amor es la vivencia más importante que uno puede experimentar, y morir habiendo amado es preferible a una inmortalidad sin amor, como se pone de manifiesto en Secretum. Pero este amor tiene que ver sobre todo con el sentimiento y poco con la voluntad, de modo que puede acabarse tan inopinadamente como empezó. La enfermedad del amor, Dolabella o La metáfora inacabada nos hablan de amores que perecieron pero que son recuperables a través de la memoria, una facultad que aparece exaltada en estas novelas y sobre todo en Una y todas las guerras, protagonizada por un personaje a quien ha sido concedido el don de la inmortalidad. 
El tiempo (relacionado con la memoria) es también protagonista en las novelas de Prieto. Con mucha frecuencia los protagonistas se mueven entre distintas épocas o se mezclan en su vida personajes y fenómenos de diversos momentos de la historia, como sucede con el héroe de Carta sin tiempo o el de Secretum. Todo ello puede obedecer al deseo de representar la historia de la humanidad como una repetición de constantes (amor, guerra, arte), pero también tiene a veces intenciones humorísticas, como en La desatada historia del caballero Palmaverde, un relato al estilo de Álvaro Cunqueiro, donde el filólogo Martín de Riquer aparece citado por unos trovadores. 
El culturalismo ("asfixiante", según algún crítico) es otro rasgo de su narrativa, sobre todo a partir de El embajador. Algunos títulos son homenajes a figuras del mundo clásico o renacentista, como el citado (cuyo protagonista es Diego Hurtado de Mendoza), El ciego de Quíos (sobre Homero) o Libro de Boscán y Garcilaso. Pero además las referencias a esos períodos históricos son constantes y muchos de sus personajes se inspiran en otros reales o mitológicos.
Junto a todo ello, hay rasgos aislados de crítica social, y como tal puede considerarse la novela Prólogo a una muerte, de las más atípicas de su producción, consistente en el monólogo de un cínico hombre hecho a sí mismo. Buenas noches, Argüelles, por su parte, supone la única incursión del autor en el neorrealismo de moda en la época. 
La prosa de Prieto es elegante, llena también de reminiscencias clásicas, y de un intenso lirismo que propende a la melancolía, ya se trate de diálogos o de meditaciones del propio narrador.

## Obras

### Ensayo[3][6]
- Coherencia y relevancia textual (de Berceo a Baroja) (1980)
- Ensayo semiológico de sistemas literarios
- Morfología de la novela (1975)
- La poesía del siglo XVI
- La prosa del siglo XVI
- Introducción, estudios y notas a los cuatro primeros volúmenes de Maestros Italianos
- Teoría e interpretación de la literatura comparada
- Los caminos actuales de la crítica (1969)
- Estudios de la literatura europea
- Garcilaso de la Vega (1975)

### Narración[7]
- Tres pisadas de hombre (1955) (Premio Planeta 1955)
- Buenas noches, Argüelles (1956)
- Vuelve atrás, Lázaro (1958)
- Encuentro con Ilitia (1961)
- Prólogo a una muerte (1965)
- Elegía por una esperanza (1972)
- Secretum (1972)
- El embajador  (1988)
- La desatada historia del caballero Palmaverde (1991)
- La enfermedad del amor (1993)
- La plaza de la memoria (Premio Andalucía de Novela 1995)
- El ciego de Quíos (1996)
- Isla Blanca (Premio Andalucía de la Crítica 1998)
- Una y todas las guerras (2003) (Premio Andalucía de la Crítica 2004)
- La metáfora inacabada (2008)
- El manuscrito sellado (2010)
- La cabra de Diógenes (2011)